# 大同开化寺
大同开化寺是一座废弃的佛寺，位于山西省大同市平城区古城街道清远街（大西街）北侧95号（师校街口）。大雄宝殿为清代建筑。
开化寺原为佟公祠，纪念清初大同之屠后收葬尸体的宣大总督佟养量，建于顺治十年（1653年）。五年后改名开化寺。民国时改为警察署。后改为房产办公场所。现辟为辽金元民族融合博物馆。
2016年6月6日，大同开化寺公布为第五批山西省文物保护单位，编号5-30，分类古建筑，时代为明、清。